# Додсон, Сара
Сара Додсон (англ. Sarah Dodson, полное имя Sarah Paxton Ball Dodson; 1847—1906) — американская художница.
Художественные интересы Сары Додсон были широкими: от её ранних работ полуклассического французского влияния, до школ итальянского Возрождения, за которыми последовал период реалистической портретной живописи. В её поздних работах смешались реализм и идеализм.

## Биография
Родилась 22 февраля 1847 года в Филадельфии. Была единственной дочерью Ричарда Уоткоута Додсона и его жены Харриотт Додсон. Её отец занимался любительской гравировкой и миниатюрной живописью до того момента, как стало ухудшаться его зрение.
Художественные наклонности Сары проявились рано — она начала рисовать в возрасте трех лет. Ричард Додсон не одобрял творческих занятий своей дочери, решительно выступая против серьёзного стремления женщин к искусству. Формальное изучение искусства Сарой Додсон началось только после его смерти, в 1872 году, когда она поступила в качестве частного ученика Кристиана Шусселе в Пенсильванскую академию изящных искусств. Была одной из многих американок, которые приезжали в Париж изучать искусство у выдающихся французских художников: в течение трех лет, начиная с 1873 года, училась у Эвариста Витала Люминэ. Около 1890 года снова приехала в Париж и некоторое время училась у Жюля Жозефа Лефевра, иногда обращалась к Луи-Морису де Монвелю.
Сара Додсон была признана одной из ведущих американских женщин-художниц конца XIX века. Её художественные интересы были весьма широкими. В 1878 году на Всемирной выставке в Париже она выставила свою работу «La Danse», написанную в 1876 году. После этого регулярно выставлялась в Парижском салоне. Её картину «L’Amour Menetrier» (Cupid the Fiddler) с влиянием французского рококо сравнивают с работой «Вакх и Ариадна», написанной Тицианом в 1523 году.

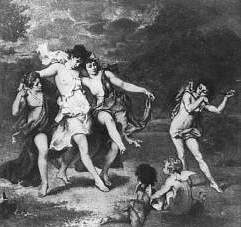
Сара Додсон, «L'amour Ménétrier»
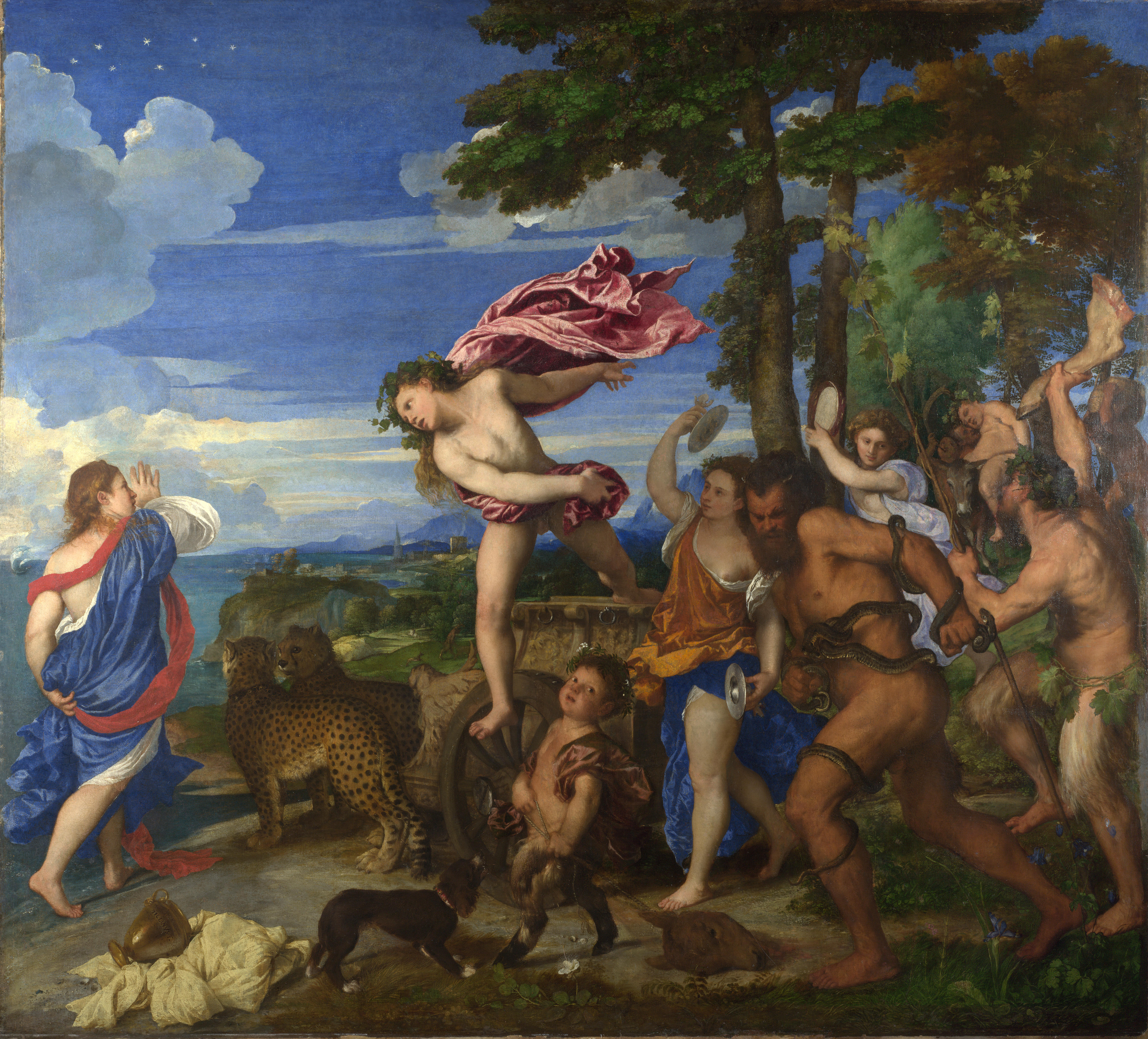
Тициан, «Вакх и Ариадна»

Додсон выставляла свои работы во Дворце изящных искусств и в Женском здании на Всемирной Колумбовой выставке 1893 года в Чикаго. Также экспонировалась в Национальной академии дизайна в Пенсильванской академии изящных искусств, в Обществе американских художников и других местах.
Она жила во Франции в 1891 году, когда она решила переехать в город Брайтон в Англии, где жил её брат Болл Додсон (R. Ball Dodson). Работа художницы стала прерываться из-за плохого здоровья.
Умерла 8 января 1906 года в Брайтоне, графство Восточный Суссекс.

## Работы
Картины Сара Додсон находятся среди собраний Бруклинского художественного музея, Художественного музея Индианаполиса, Бостонского музея изящных искусств и Художественного музея Филадельфии.

Некоторые работы
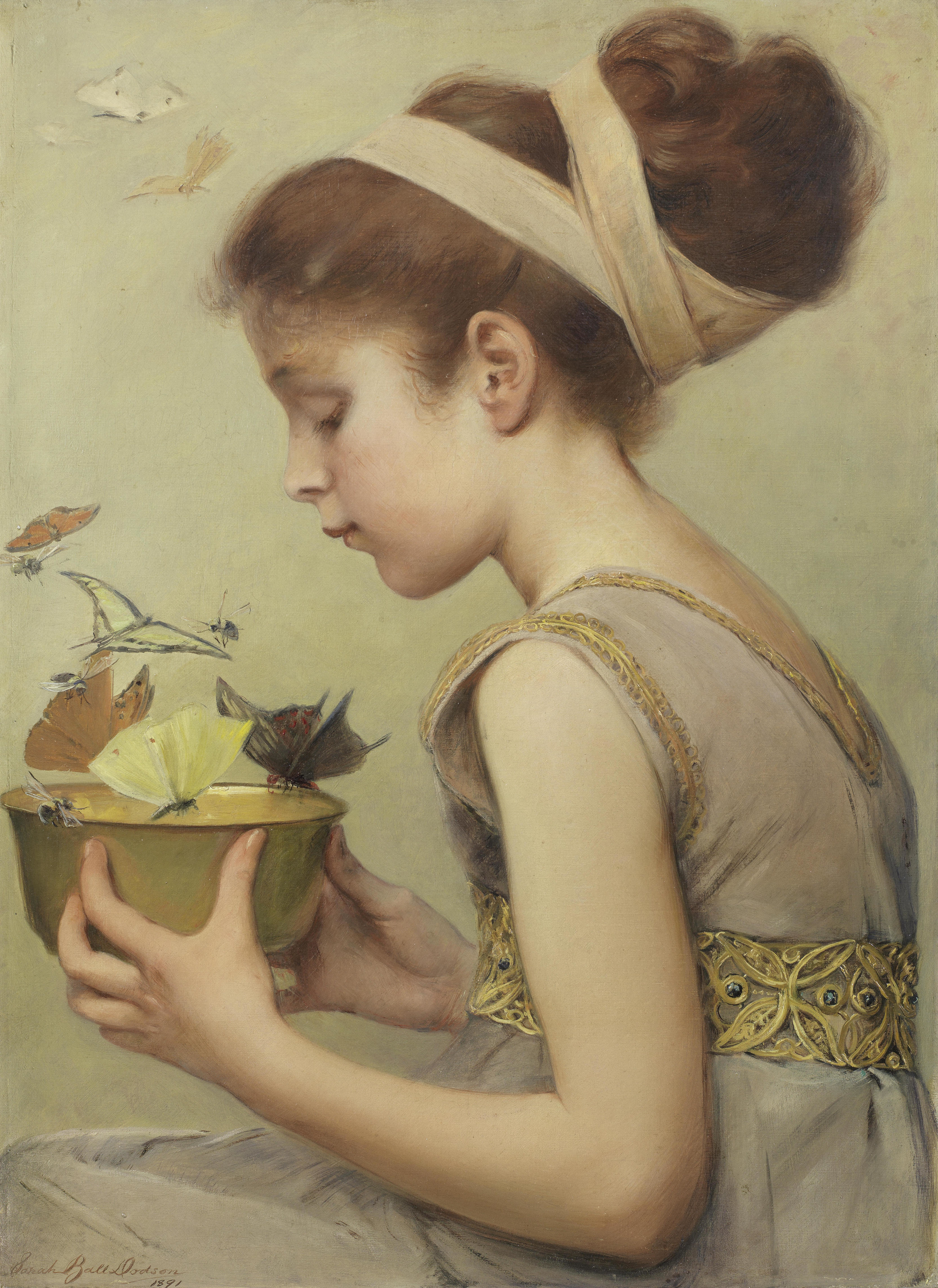
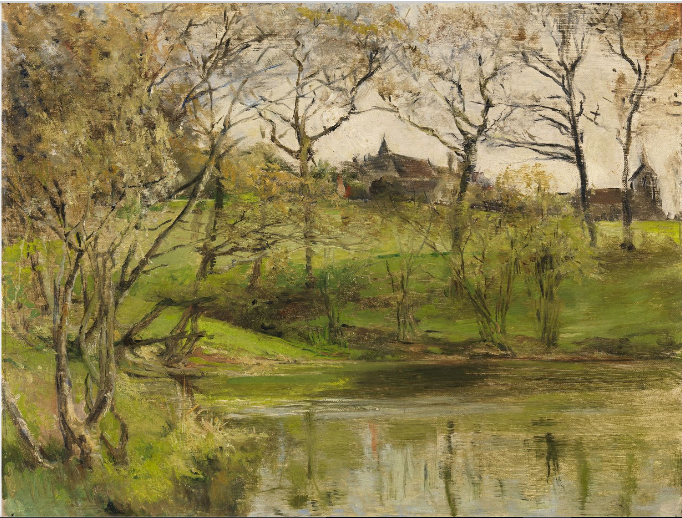
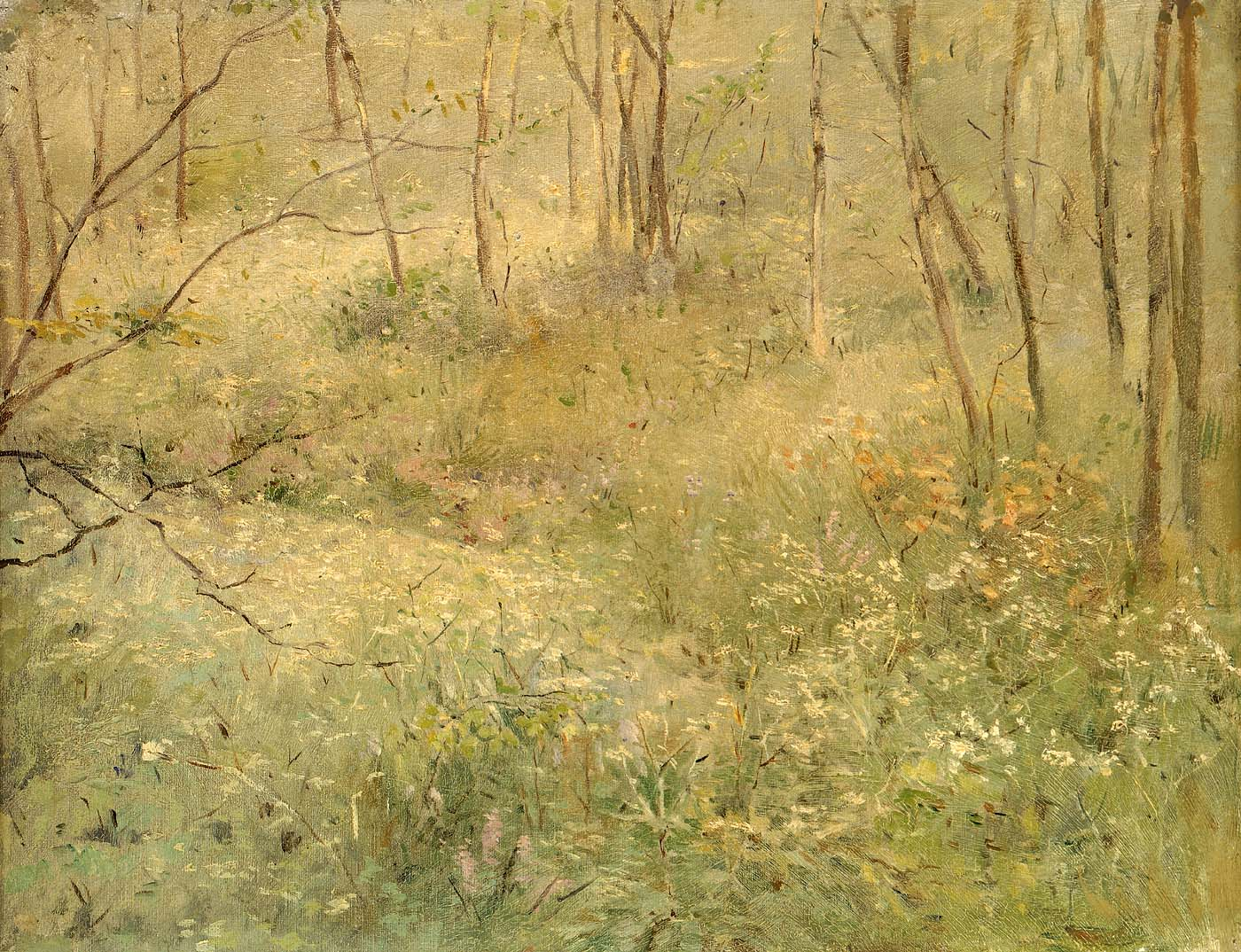
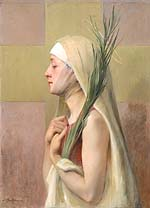